# Nurota (góry)

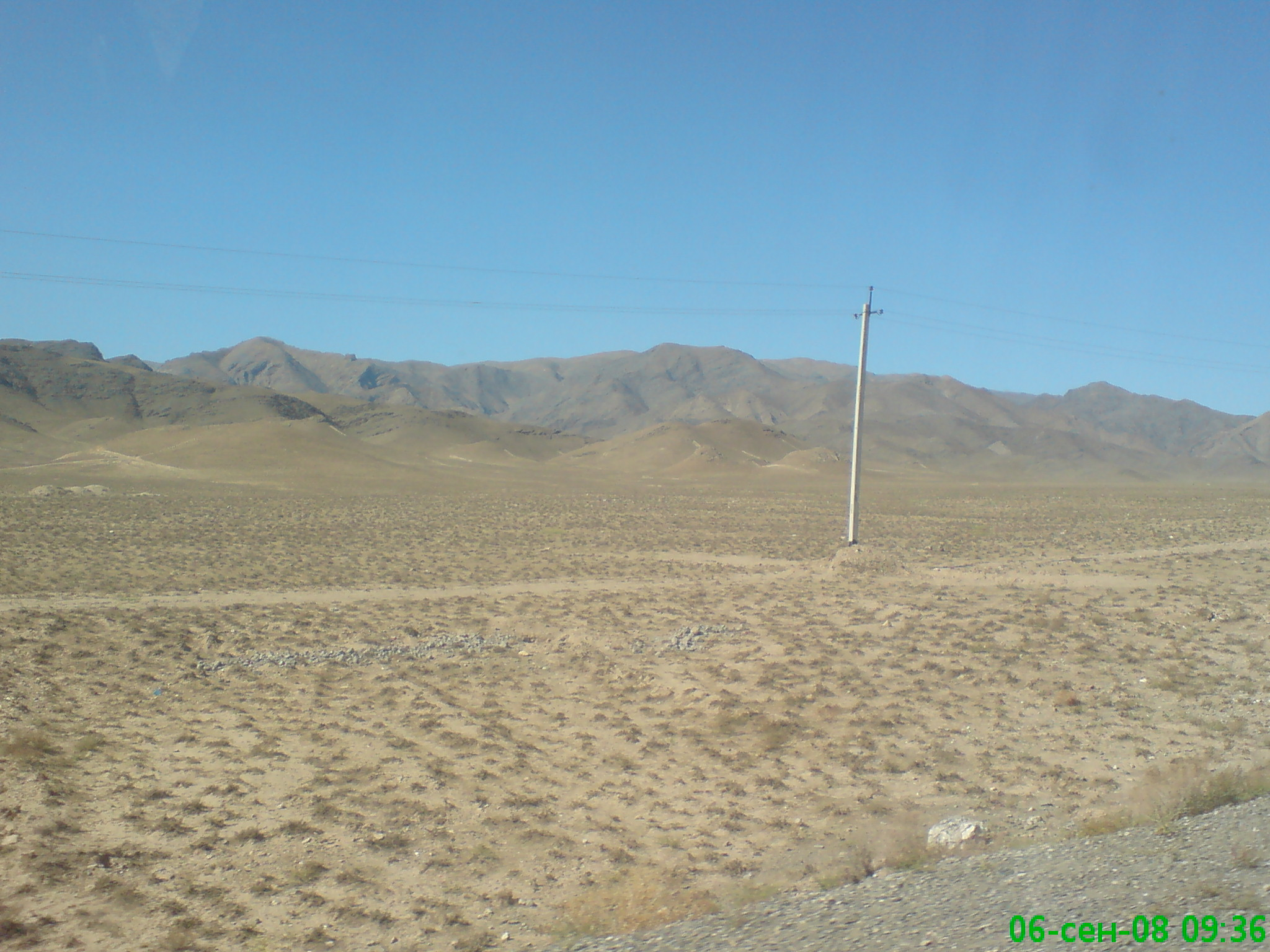
Północny podnóży pasma górskiega Nurota (Nuratau) na granicy z Kyzył-kum

Nurota (Nuratau) – pasmo górskie w Hisaro-Ałaju, we wschodnim Uzbekistanie, stanowiące północno-zachodnie przedłużenie Gór Turkiestańskich. Pasmo rozciąga się na długości ok. 170 km, wchodząc na zachodzie w pustynię Kyzył-kum. Najwyższy szczyt ma wysokość 2169 m n.p.m.. W wyższych partiach występują stepy.